# Cimitero ebraico a L'Isle-sur-la-Sorgue
Il cimitero ebraico a L'Isle-sur-la-Sorgue è uno dei luoghi ebraici più importanti del dipartimento di Vaucluse. Dal 30 giugno 2008 è annoverato come monumento storico.

## Il cimitero
Sorto inizialmente vicino ad una cava, ha avuto una nuova posizione a sud della città, nel 1736, dopo che Jean-Jacques Guérin ne acquistò i terreni adiacenti per 650 sterline.
Questo sito era l'unica proprietà della comunità ebraica della città, da un inventario fatto nel 1906, a seguito della legge di separazione tra Chiesa e Stato del 1905. L'ultima inumazione avvenne nel 1939.
Dal 30 giugno 2008 è divenuto monumento storico (catasto BP 97).

## Galleria d'immagini

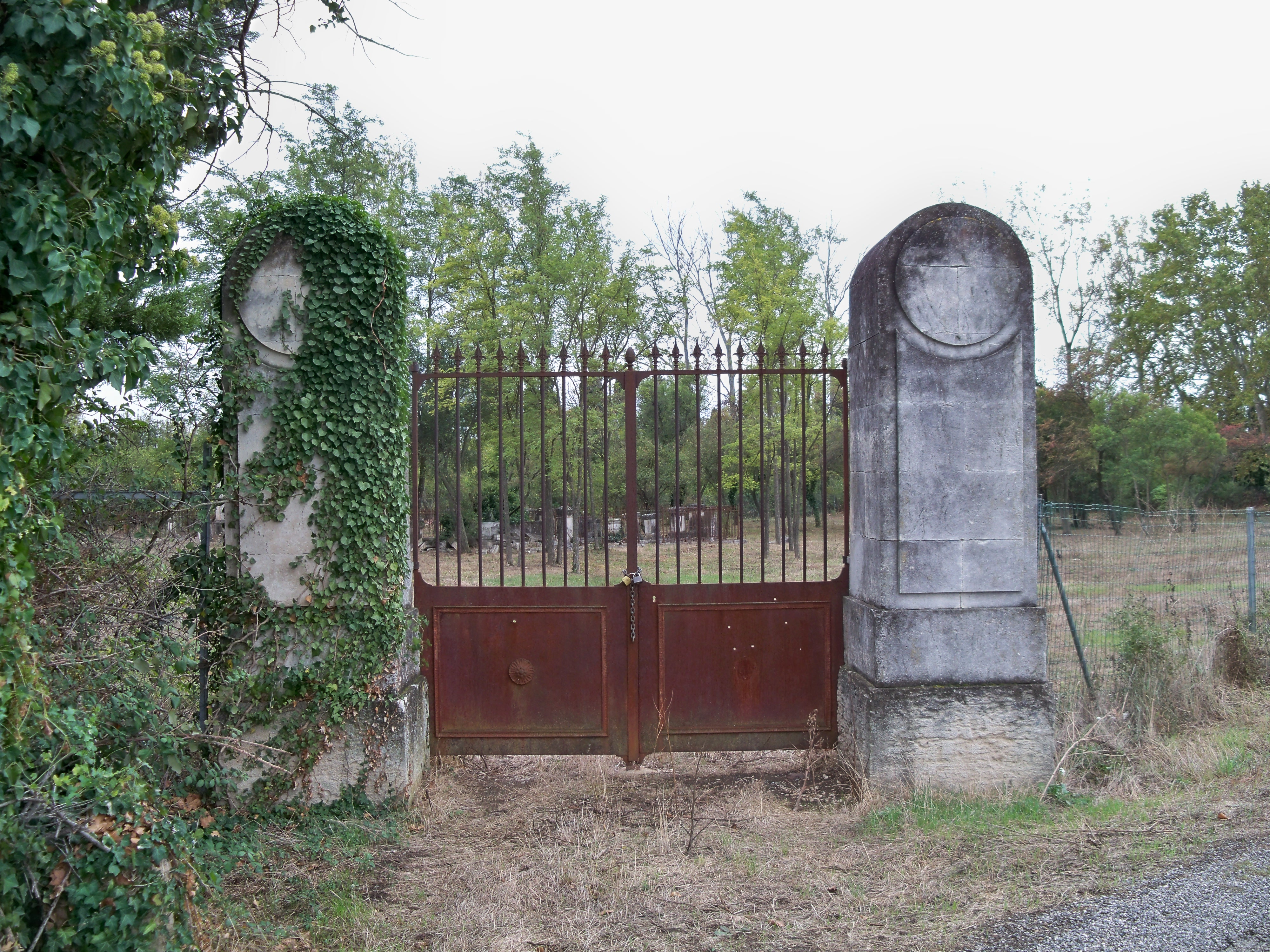
Ingresso del cimitero
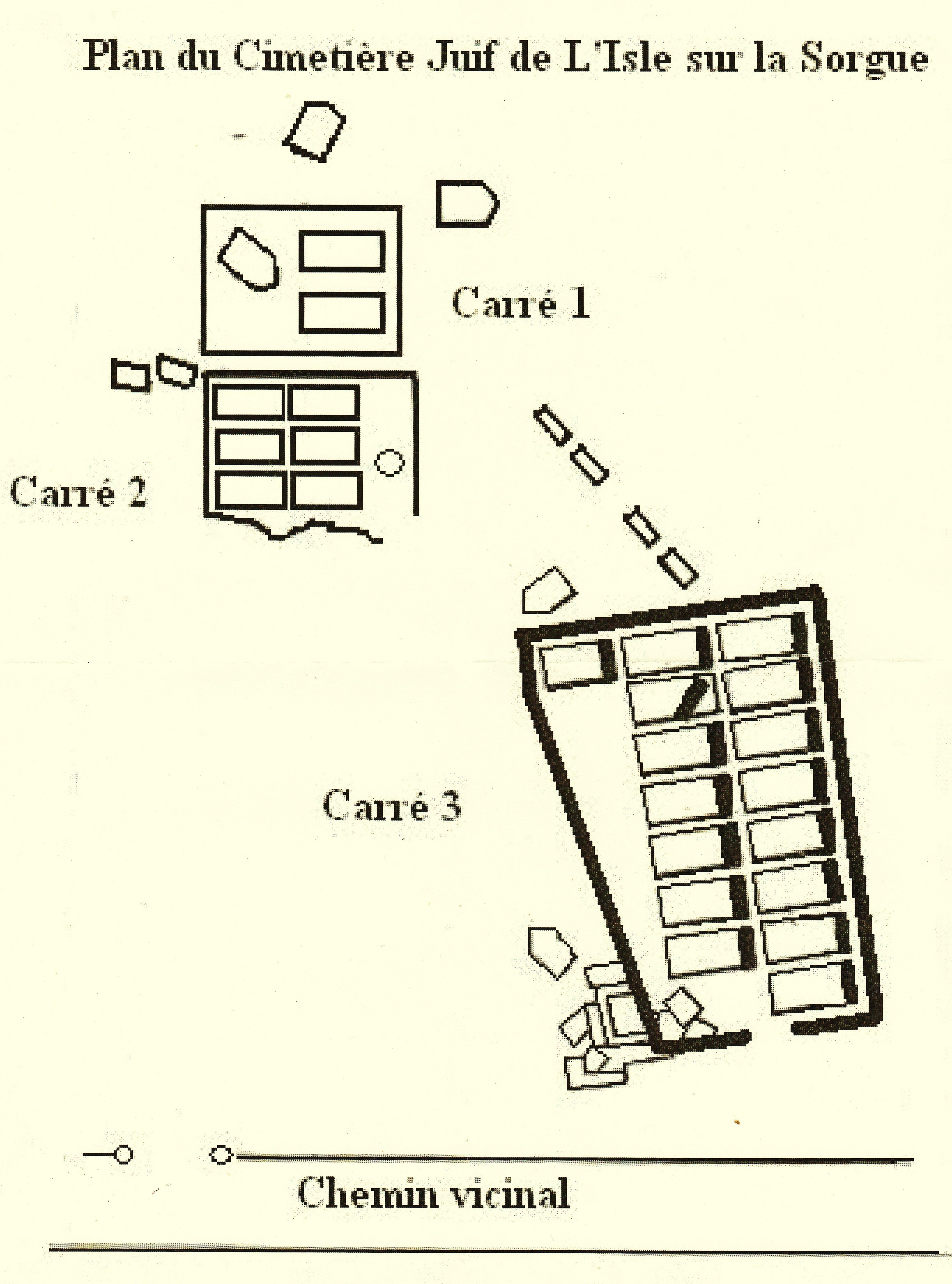
Pianta del cimitero